# Las Palmeras, Chiapas
Las Palmeras är en ort i Mexiko.   Den ligger i kommunen Tapachula och delstaten Chiapas, i den sydöstra delen av landet, 900 km sydost om huvudstaden Mexico City. Las Palmeras ligger 110 meter över havet och antalet invånare är 936.
Terrängen runt Las Palmeras är lite kuperad. Runt Las Palmeras är det ganska tätbefolkat, med 239 invånare per kvadratkilometer. Närmaste större samhälle är Tapachula, 4,5 km norr om Las Palmeras. Trakten runt Las Palmeras består till största delen av jordbruksmark.